# Diocesi di Castello di Mauritania
La diocesi di Castello di Mauritania (in latino Dioecesis Castellana in Mauretania) è una sede soppressa e sede titolare della Chiesa cattolica.

## Storia
Castello di Mauritania, forse identificabile con le rovine di Aïn-Castellou nell'odierna Algeria, è un'antica sede episcopale della provincia romana della Mauritania Sitifense.
Unico vescovo conosciuto di questa diocesi africana è Felice, il cui nome appare al 71º posto nella lista dei vescovi della Mauritania Sitifense convocati a Cartagine dal re vandalo Unerico nel 484; Felice era già deceduto all'epoca della redazione di questa lista.
Dal 1933 Castello di Mauritania è annoverata tra le sedi vescovili titolari della Chiesa cattolica; la sede è vacante dal 26 marzo 2022.

## Cronotassi

### Vescovi residenti
- Felice † (prima del 484)

### Vescovi titolari
- Pedro Reginaldo Lira † (22 giugno 1965 - 15 maggio 1978 dimesso)
- Joachim Wanke (2 ottobre 1980 - 27 giugno 1994 nominato vescovo di Erfurt)
- Teofil Józef Wilski † (8 aprile 1995 - 26 marzo 2022 deceduto)